# Орден Заслуг (Бранденбург)
Орден Заслуг земли Бранденбург (нем. Verdienstorden des Landes Brandenburg, также орден Красного орла нем. Roter Adlerorden) — высшая форма признания федеральной земли Бранденбург. Вручается за выдающиеся заслуги перед землей и её населением. Орден вручается премьер-министром земли Бранденбург каждый год по случаю Дня Конституции земли Бранденбург 14 июня. Кандидатуры могут быть представлены председателем ландтага Бранденбурга и членами правительства Бранденбурга.

## Правила награждения
Орден является единственной наградой за общие заслуги и самым высоким признанием Бранденбурга за выдающийся вклад в общее благо. Достойные награждения люди должны рассматриваться со всех групп населения. Могут быть представлены к награждению и лица которые не являются ни рожденными, ни проживающими в Бранденбурге.
Награждение производится за заслуги во всех сферах деятельности в течение продолжительного времени или за экстраординарные единичные поступки. Орденом награждают не ранее трёх лет после последнего награждения государственными или земельными наградами.
Орден не может быть вручён за долголетнюю работу в одном учреждении или организации, по случаю юбилея или выхода на пенсию. Государственные служащие могут быть награждены только за заслуги, выходящие за пределы их компетенции. Награда не может быть присуждена посмертно.
В год производится не более 20 награждений. Духовенство может иметь не более 300 орденов. Премьер-министр земли получает орден после отставки.

## История
20 ноября 2002 года было объявлено об учреждении в Бранденбурге ордена по подобию аналогичных наград федерации и земель Германии. Для поддержания значимости ордена предполагалось награждать не более 20 человек в год.
15 мая 2003 года законопроект был одобрен комитетом ландтага. 10 июля 2003 года закон был принят ландтагом Бранденбурга.

## Знаки ордена
Знак ордена имеет форму мальтийского креста. Крест покрыт эмалью. Центральный круглый медальон чисто белый с узкой серебряной каймой. В медальоне расположен красный орёл Бранденбурга. Лапы креста красные с узкой серебряной каймой. Реверс ордена гладкий из серебра, с надписью по центру «Бранденбург». Там же указывается год награждения и номер ордена. Кавалеры получают грамоту с большой государственной печатью.
Мужчины носят крест на шейной ленте белого цвета с широкой красной каймой. Женщины носят знак ордена на банте из орденской ленты.